# Lockvogel

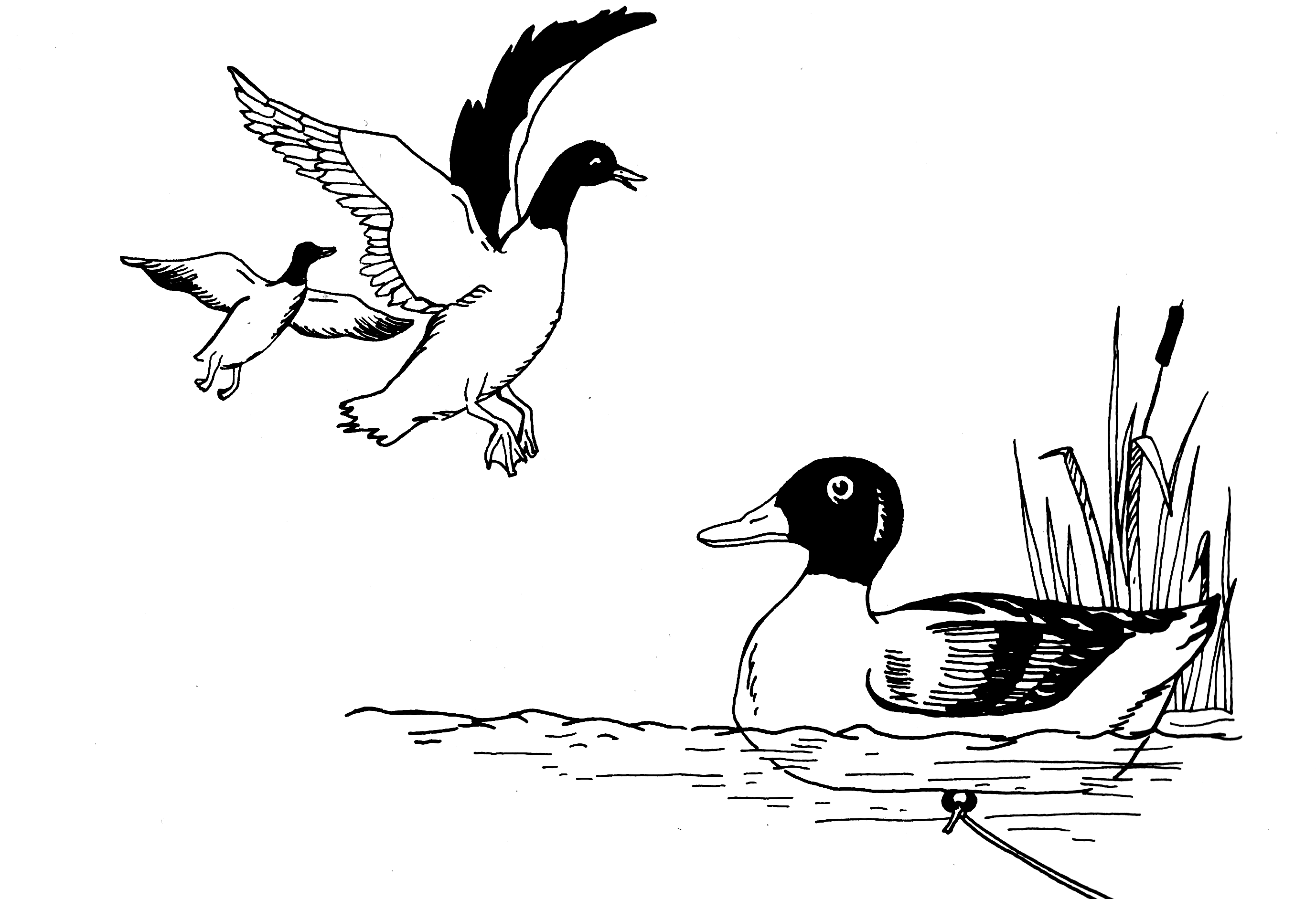
Künstlicher Lockvogel

Menschen verwenden einen Lockvogel, um andere Tiere, meistens andere Wildvögel zu verleiten, ihre Scheu zu überwinden, um sich zu ihm zu gesellen, oder ihn als Beute zu greifen. So können sie dort leichter fotografiert, gefangen oder erlegt werden. Eingesetzt werden lebende Vögel oder bewegungsfähige Attrappen, um den Lockreiz zu erhöhen. Der Lockvogel wird am Fangort angebunden, festgehalten oder dort im Käfig gehalten. Auch mit Schlingen, Leim oder durch Blendung und sonstige Verstümmelung wurden sie an dem Ort gehalten. Zur Lockjagd werden auch Nachbildungen von Lockvögeln genutzt, also künstliche Lockvögel.

## Deutschland
Der Einsatz von geblendeten und auf andere Weise zur Flugunfähigkeit verstümmelten Lockvögeln ist bei der Jagd verboten. Außer in Baden-Württemberg oder aus tierseuchenrechtlichen Gründen ist die Verwendung von lebenden Tieren zulässig und insbesondere zur Schädlingsbekämpfung noch verbreitet. Künstliche Lockvögel sind nur bei manchen Jagdarten gebräuchlich, darunter Krähen-, Tauben- und Entenjagd.

## Übriges Europa
In Frankreich, Italien und Spanien wird bis heute die Jagd auf Singvögel praktiziert. Dort werden zum Teil lebende Lockvögel im Rahmen der Fallenstellerei zur Erbeutung von Singvögeln eingesetzt. Bei der traditionellen Vogeljagd oder dem Vogelfang werden in größeren Fanganlagen ganze Batterien von Käfigen mit Lockvögeln eingesetzt. Gegner der Vogeljagd versuchen diese insbesondere durch Befreiung der Lockvögel zu behindern. Auf dem Hintergrund der Vogelgrippe wurden weitergehende Beschränkungen zum Einsatz von Lockvögeln in Jagdgebieten der Europäischen Union erlassen.
Ähnliche Effekte nutzt man bei der Judasziege oder dem Einsatz einer Fuchsnachbildung zum Anlocken von Krähen.

## Übertragene Bedeutung
Wegen seiner aktiven Rolle und unwiderstehlichen Wirkung ist das Bild vom Lockvogel in die Alltagssprache eingegangen. `Lockvögel´ nennt man etwa Personen, die als Eintänzer oder beim Hütchenspiel potentielle Kunden bzw. Opfer in eine Situation hineinziehen, in der sie übervorteilt werden können. Auch Sonderangebote, insbesondere vereinzelte Angebote unter sonst überteuerten Waren, werden als Lockvögel bzw. Lockvogelangebote bezeichnet.